# كاثرين أماندا كوبيرن
كاثرين أماندا كوبيرن (بالإنجليزية: Catherine Amanda Coburn)‏ هي صحفية وكاتِبة أمريكية، ولدت في 30 نوفمبر 1839 في Groveland, Illinois ‏ في الولايات المتحدة، وتوفيت في 27 مايو 1913 في بورتلاند في الولايات المتحدة بسبب سكتة.